# Izzie Stevens
Isobel "Izzie" Catherine Stevens, M.D. é uma personagem fictícia da série de televisão de drama médico Grey's Anatomy, que vai ao ar pela American Broadcasting Company (ABC) nos Estados Unidos. A personagem foi criada pela produtora da série Shonda Rhimes e foi interpretada pela atriz Katherine Heigl de 2005 a 2010. Apresentada como interna cirúrgica no fictício Seattle Grace Hospital, Izzie subiu ao nível de residente, enquanto seu relacionamento com seus colegas Meredith Grey (Ellen Pompeo), Cristina Yang (Sandra Oh), George O'Malley (T.R. Knight) e Alex Karev (Justin Chambers) formaram o ponto focal da série nas primeiras temporadas.
Heigl recebeu elogios da crítica por sua atuação como Izzie e recebeu inúmeros prêmios e indicações por seu papel, vencendo o "Emmy do Primetime de melhor atriz coadjuvante em série dramática" no  Emmy Awards de 2007. Ela criticou o desenvolvimento do personagem durante a quarta temporada do programa, particularmente seu romance com George. Ela se recusou a se apresentar para o Emmy Awards de 2008, citando material insuficiente no papel. Houve especulações de que Izzie seria morta na quinta temporada, pois o personagem foi diagnosticado com melanoma metastático no estágio 4, mas isso não ocorreu. Ela se casou com Alex no centésimo episódio da série e, posteriormente, seu tumor foi removido com sucesso. Izzie fez sua última aparição na sexta temporada, deixando Seattle. Heigl pediu para sair do contrato com 18 meses de antecedência, a fim de passar mais tempo com sua família. Em janeiro de 2012, Heigl relatou que gostaria de retornar a Grey's Anatomy para encerrar sua personagem, no entanto, Rhimes confirmou que não havia planos para que o personagem retornasse naquele momento e afirmou que não tem planos de re-abordar a história de Izzie novamente.

## História
Izzie aparece no primeiro episódio de Grey's Anatomy, encontrando seus colegas internos Meredith Grey, Cristina Yang, Alex Karev e George O'Malley. Ela e George moram com Meredith e se tornam melhores amigas. O namorado de Izzie, o jogador de hóquei Hank (Jonathan Scarfe), luta para aceitar seu novo papel como cirurgiã, e os dois terminam. Izzie fica magoada quando Alex expõe seu passado como modelo de lingerie. No entanto, os dois depois começam uma amizade e depois um romance. Alex experimenta disfunção sexual com Izzie e a trai com a enfermeira Olivia Harper (Sarah Utterback). Quando Izzie descobre, ela termina com ele, embora eles se reencontrem brevemente após um incidente de bomba no hospital. Izzie revela ao tratar uma adolescente grávida que ela teve uma filha aos 16 anos e a entregou para a adoção. Izzie se apaixona pelo paciente cardiotorácico Denny Duquette (Jeffrey Dean Morgan), e os dois ficam noivos. Quando a condição de Denny se deteriora, Izzie piora deliberadamente sua saúde cortando seu fio LVAD para movê-lo para o registro de doadores. Embora Denny receba um novo coração, ele sofre um derrame horas depois e morre. Izzie é a única beneficiária da vontade de Denny, herdando US $ 8,7 milhões.  Ela usa o dinheiro para abrir uma clínica gratuita no hospital: a Denny Duquette Memorial Clinic.
Izzie desaprova o relacionamento e o casamento de George com a residente ortopédica Callie Torres (Sara Ramirez). Ela e George dormem juntos e tentam manter em segredo a ligação deles. George e a residente Miranda Bailey (Chandra Wilson) são as únicas pessoas conscientes de que Izzie deu à luz uma filha aos dezesseis anos; Ele apoia Izzie quando sua filha Hannah (Liv Hutchings), diagnosticada com leucemia, chega ao Seattle Grace Hospital com necessidade de um transplante de medula óssea de Izzie. Os sentimentos de Izzie por George crescem, e ela revela que se apaixonou por ele. Quando Callie descobre que George foi infiel, os dois se separam, e George e Izzie embarcam em um relacionamento de curta duração, apenas para descobrir que não há uma química real entre eles.
Izzie apoia Alex quando ele descobre que sua nova namorada tem problemas psiquiátricos. Ela também é a principal responsável pela clínica, pois Bailey reduz suas responsabilidades. Izzie e Alex retomam o relacionamento, embora Izzie se preocupe quando ela começa a alucinar com Denny. Ela descobre que tem melanoma metastático (estágio IV), que se espalhou para o fígado, pele e cérebro, causando alucinações. Suas chances de sobrevivência são estimadas em apenas 5%. Ela é internada no Seattle Grace como paciente, e Derek Shepherd (Patrick Dempsey) remove com sucesso um tumor de seu cérebro. Izzie passa o tempo no hospital planejando o casamento de Meredith e Derek, mas quando sua condição piora e Derek descobre um segundo tumor cerebral, eles dão a cerimônia a Izzie e Alex, que se casam na frente de todos os seus amigos. O procedimento para remover o segundo tumor do cérebro de Izzie faz com que ela perca sua memória de curto prazo e, embora ela logo a recupere, ela fica inconsciente momentos depois. A quinta temporada termina com seus amigos ignorando sua ordem de NR e tentando ressuscitá-la, transposta com imagens de Izzie em um elevador que encontra George, que sofreu um acidente e também está morrendo. Embora George morra, Izzie é ressuscitada e se recupera o suficiente para voltar ao trabalho.
Izzie comete um erro de tratamento que põe em perigo a vida de um paciente e é demitida do programa cirúrgico do hospital. Acreditando que Alex é parcialmente culpado, ela escreve uma carta e vai embora. Izzie depois descobre que Alex não era responsável por seu emprego perdido e volta a fazer as pazes com ele, mas Meredith informa que Alex está seguindo em frente. Izzie informa Alex que ela não tem mais câncer. Embora ele esteja satisfeito, Alex termina oficialmente com Izzie, dizendo que a ama, mas que merece mais. Ela sai de Seattle para começar do zero. Vários episódios depois, Alex informa Meredith que Izzie enviou documentos de divórcio, que ele assina no episódio "How Insensitive". No final da sexta temporada, Alex é baleado e pede por Izzie. Imaginando que a meia-irmã de Meredith, Lexie (Chyler Leigh), é Izzie, ele pede desculpas e pede que ela nunca o deixe novamente. No episódio 300, Alex revela que nunca descobriu o que aconteceu com Izzie, mas prevê uma vida perfeita e feliz para ela, sempre sorrindo, agora que ele seguiu em frente e está feliz com Jo.
Na temporada 16, Izzie volta a ser citada e é revelado que depois que ela deixou Seattle ela foi para o Kansas e deu a luz a dois filhos gêmeos, graças a inseminação artificial. Também é dito que Alex deixa sua esposa, Jo Karev, e se reconecta com Izzie, já que ela é a mãe dos seus filhos. E assim os dois constroem uma família.

## Desenvolvimento

### Casting e criação

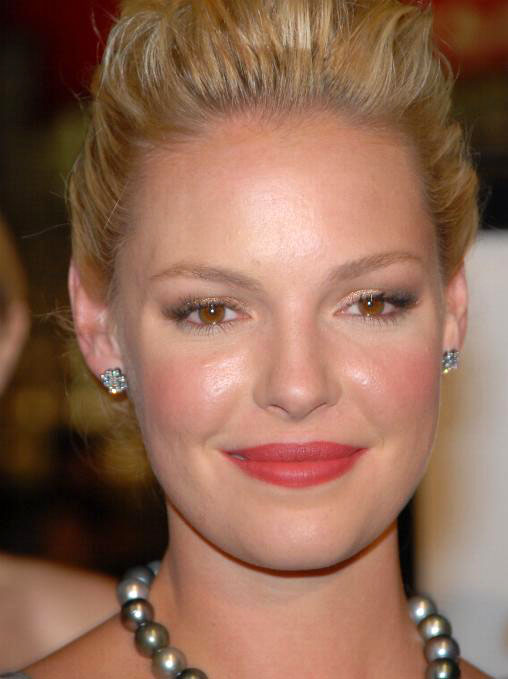
Heigl se recusou a ser considerada para o Emmy Awards de 2008 devido ao material insuficiente em Grey's Anatomy.

Izzie foi criada pela produtora de Grey's Anatomy, Shonda Rhimes, com a atriz Katherine Heigl no papel. Heigl originalmente queria interpretar Izzie como uma morena, mas foi solicitada a manter seu loiro natural para o papel. A compreensão de Heigl sobre os procedimentos e terminologia médicos é pequena; a atriz explicou que, embora tenha uma admiração pelos médicos, ela não é tão fascinada pela medicina quanto outros membros do elenco. Quando a personagem de Kate Walsh, Addison Montgomery, deixou Grey's Anatomy para lançar o spin-off Private Practice, Heigl revelou que esperava um spin-off para Izzie.
Heigl se recusou a apresentar seu nome para consideração no Emmy Awards de 2008, alegando que ela havia recebido material insuficiente da série para justificar uma indicação. Após a declaração de Heigl, surgiram especulações de que sua personagem sofresse um tumor no cérebro e morreria em Grey's Anatomy, comprovada pelo anúncio de Jeffrey Dean Morgan que retornaria à série como Denny, que morreu no final da segunda temporada. O presidente de entretenimento da ABC, Steve McPherson, negou o boato, afirmando: "Há uma história inacreditável para ela este ano, que é realmente central para tudo o que acontecerá nesta temporada".
As especulações recomeçaram quando Dean Morgan retornou ao programa pela segunda vez em sua quinta temporada. O membro do elenco James Pickens Jr. anunciou que Heigl e T.R. Knight estavam prontos para sair do show, mas depois ele retirou seu comentário. Durante a quinta temporada, Izzie foi diagnosticada com melanoma metastático (estágio IV), que se espalhou para o fígado, pele e cérebro. Após a festa de encerramento do centésimo episódio, Heigl revelou que não sabia se Izzie sobreviveria, já que ninguém na equipe de produção revelaria o destino de sua personagem. Foi confirmado em junho de 2009 que Heigl retornaria como Izzie para a sexta temporada do programa. As aparições de Heigl na temporada foram esporádicas, vendo Izzie partir e retornar duas vezes. Embora ela estivesse programada para aparecer nos cinco episódios finais da temporada, Heigl pediu que ela fosse libertada de seu contrato 18 meses antes e fez sua aparição final em 21 de janeiro de 2010. Heigl explicou que queria passar mais tempo com sua família e não achou que seria respeitoso para os telespectadores de Grey's Anatomy que Izzie voltasse e partisse novamente. Michael Ausiello falou mais sobre a perspectiva de Katherine Heigl sobre a partida de Izzie. Ele disse, "[Katherine] acha sua despedida em 21 de janeiro - embora não pretendesse ser seu último episódio". "Mesmo que haja uma parte de mim que gostaria de voltar e fazer a rápida despedida de Izzie, ela disse, "Eu também acho que minha última cena - onde Meredith diz a Izzie: 'Por favor, não vá, esta é a sua casa', e a resposta de Izzie foi: 'Não, não é, não é mais, é apenas um lugar em que trabalhei e posso fazer isso em qualquer lugar' - foi meio trágico e apropriado, tudo ao mesmo tempo. Quando eu estava interpretando a cena, eu estava realmente tentando transmitir que, para Izzie, isso era uma mentira que ela tinha que dizer a si mesma para ter a coragem de ter que seguir em frente."
Em agosto de 2010, Rhimes afirmou que não sentia que o arco de personagem de Izzie - especificamente seu relacionamento com Alex - havia concluído completamente, e esperava encerrar adequadamente o relacionamento deles na sétima temporada. Mais tarde, ela confirmou que pretendia matar Izzie fora da tela, mas optou por isso um dia e mudou de ideia depois, pois sentiu que isso destruiria Alex, em vez de fechar a história. Em vez disso, ela concluiu: "Estou aberta a ver Izzie novamente. Então, se ela [Katherine] voltasse, ficaríamos emocionados em [encerrar sua história]. Mas se ela não o fizer, seguiremos em frente." Heigl também disse em outubro de 2010 que o personagem que volta ao programa parece sombrio porque "esse capítulo está fechado e é triste. E é difícil". Ela também achava que se Izzie voltasse ao programa "apenas se sentiria manipuladora".
No entanto, em janeiro de 2012, Heigl afirmou em uma entrevista que perguntou aos produtores se poderia voltar ao show para encerrar a história de Izzie: "Eu disse a eles que eu quero [voltar]", ela disse "Eu realmente, realmente, realmente quero ver onde [Izzie] está. Eu só quero saber o que aconteceu com ela e para onde ela foi e o que está fazendo agora. Minha ideia é que ela realmente goste de descobrir, encontra algum sucesso e se sai muito bem em um hospital diferente. Ela estava sempre se debatendo, sabe, e por isso estava sempre um passo atrás da bola oito e eu quero ver essa garota recuperar um pouco de poder." Mais tarde, ela passou a dizer que lamenta ter deixado o show, "Ah sim, às vezes sim. Você sente falta. Eu sinto falta dos meus amigos. Foi um ótimo ambiente de trabalho... e tornou-se uma família. Passei seis anos junto com essas pessoas todos os dias... você cresce junto, de certa forma," e novamente comentou sobre Izzie possivelmente retornando ao show, "Eu sempre senti que, se eles queriam que eu voltasse e encerrasse a história... Eu quero que eles saibam que eu estou satisfeita com isso, se eles querem que eu faça, mas eu entendo completamente se isso não necessariamente acontecer... Eles têm muitas histórias acontecendo lá." Mas em março de 2012, Shonda Rhimes disse que não há planos no momento para o personagem voltar, "Eu acho que foi muito bom ouvi-la apreciando o show. Ao mesmo tempo, estamos no caminho que planejamos. A ideia de mudar essa faixa não é algo em que estamos interessados agora." Três anos depois, Rhimes disse que mudou completamente a ideia de Izzie voltar, "Eu terminei com essa história. Eu mudei essa ideia em minha mente mil vezes e pensei em como seria. E acho que não."

### Caracterização
Heigl acredita que os escritores de Grey's Anatomy incorporam grande parte da personalidade dos atores em seus papéis, e que Izzie é uma versão "super moral" de si mesma. O episódio "Bring the Pain", que foi ao ar como o quinto episódio da segunda temporada, foi originalmente planejado para ser o episódio final da primeira temporada. Rhimes explicou que a personagem de Izzie neste episódio veio "um círculo completo" de seu papel no piloto: "Izzie, tão vulnerável e subestimada quando a conhecemos, é a garota que tira o coração em 'Bring the Pain'." Discutindo a personalidade de Izzie em uma entrevista da Cosmopolitan em 2006, Heigl avaliou que ela é "imensamente gentil" e paciente. Quando Denny morreu no episódio da segunda temporada "Losing My Religion", Rhimes discutiu o impacto que teve em Izzie, observando que Izzie é forçada a abandonar seu idealismo, o que, por sua vez, a leva a deixar a medicina. No rescaldo da morte de Denny, Heigl passou a acreditar que Izzie não era uma médica. A produtora executiva Betsy Beers explicou, no entanto, que a morte de Denny serviu para tornar Izzie mais madura, e Heigl afirmou que "No início da [terceira] temporada, eles estavam tentando mostrar o quão perdida Izzie estava. Ela perdeu o otimismo. Ela percebe agora que a vida é difícil, mas ainda tenta muito ver o melhor das pessoas." A fim de demonstrar o desagrado de Izzie pelo novo amor de George, Callie, Rhimes escreveu uma cena que ela considerou um de seus momentos favoritos no programa, na qual Callie urina na frente de Izzie e Meredith. Rhimes avaliou que: "Eu amo que Mer e Izzie respondem com todo o trauma de ter visto um acidente de carro [...] o ponto é que Callie faz xixi e Izzie a tortura um pouco sobre a lavagem das mãos e isso me deixou muito feliz porque esse é o tipo de coisa que as pessoas fazem."
Discutindo o relacionamento de Izzie com Alex em uma entrevista da Cosmopolitan em 2006, Heigl avaliou que "Mesmo quando Alex era um saco de lixo completo para ela [Izzie], ela o perdoou e lhe deu outra chance. E ele realmente a ferrou. [...] Ir para um cara assim é dizer que quero ser machucada." A escritora Stacy McKee considerou que Izzie passar de Alex para o paciente Denny Duquette um "karma" para Alex pois, Alex anteriormente tratava mal Izzie, mas agora ele começa a perceber seus verdadeiros sentimentos, ele é forçado a vê-la embarcar em um romance com "o inegavelmente bonito - e totalmente charmoso Denny". O escritor da série Blythe Robe comentou sobre Izzie e Denny: "Eu amo o jeito que Izzie se ilumina quando ela está perto dele. Eu amo o relacionamento deles porque é tão puro e honesto e completamente livre de jogos." A escritora Elizabeth Klaviter observou nessa época a maneira como Izzie "parece estar sacrificando sua reputação por causa de seus sentimentos por Denny". Quando Izzie piorou deliberadamente a condição de Denny para subir na lista de transplantes, o escritor da série Mark Wilding questionou a moralidade das ações, perguntando: "Izzie é ruim por fazer isso? Ela é tremendamente irresponsável? Ela cortou o fio da LVAD por amor, então isso torna sua ação compreensível?"

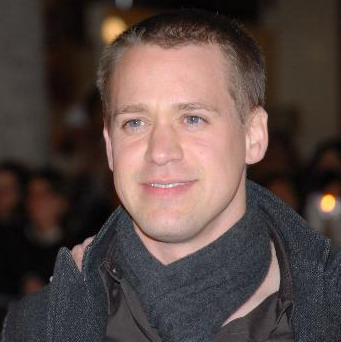
Heigl criticou o relacionamento de Izzie com George (T.R. Knight), considerando-o "uma manobra de audiência".

Rhimes discutiu escolhas de roupas na cena em que os internos se reuniram em torno do leito de morte de Denny, explicando: "Meredith, George, Cristina, Callie e Alex estão todos vestidos, não para um baile, mas para um funeral. Todos em cores escuras, todos vestidos sombriamente. Como se estivessem de luto. Apenas Izzie está com um rosa feliz. Apenas Izzie parece como se ela não soubesse que isso estava por vir." Após a morte de Denny, Heigl se aproximou de Rhimes para perguntar quando sua personagem teria uma ligação romântica. Rhimes explicou que "Izzie não dorme por aí". Heigl expressou o desejo de Izzie se reunir com Alex, explicando: "Eu acredito que, em algum nível, há uma conexão entre Izzie e Alex. Ele pode fazer coisas honrosas, mesmo sendo cortante e sarcástico. Gostaria de finalmente vê-los juntos, se não nesta temporada, depois na próxima".

Yahoo! Voices escreveu que Stevens na terceira temporada "se tornou mais condescendente e agressivo passivo, do que qualquer outra pessoa". Heigl criticou o desenvolvimento de sua personagem na quarta temporada do programa, particularmente seu caso com George, que ela considerou "uma manobra de audiência". Heigl explicou: "Eles realmente machucaram alguém e não pareciam assumir muita responsabilidade por isso. Eu tenho muita dificuldade com esse tipo de coisa. Talvez eu esteja um pouco preto e branco sobre isso. Eu realmente não conheço Izzie muito bem agora. Ela mudou muito". Tentando racionalizar as ações de Izzie, Heigl posteriormente avaliou que: 
Pessoas que são tão infalíveis, perfeitas e morais tendem a ser as primeiras a escorregar e cair. Mas eu adoraria ver como ela lida com as consequências do que ela fez, porque o interessante é que quando as pessoas tomam decisões que abalam seu mundo, elas de repente precisam ir, 'Uau, eu não sabia que era capaz disso'. Eu gostaria de ver Izzie assumir alguma culpabilidade.

## Recepção
Heigl foi indicada ao prêmio de "Melhor Atriz Coadjuvante em uma Série de TV" no Globo de Ouro de 2007 e 2008 por seu papel como Izzie. Ela foi nomeada "estrela feminina favorita da TV" no 34º People's Choice Awards, e venceu o prêmio de "Melhor Atriz Coadjuvante em Série Dramática" no Emmy Awards de 2007. Antes da cerimônia, considerando as chances de Heigl ganhar o Emmy, Stuart Levine, da Variety, avaliou seu desempenho: "Heigl tem pouca dificuldade em atingir os máximos e mínimos mais baixos de Izzie. A showrunner Shonda Rhimes coloca muita pressão em Heigl para levar muitas histórias intensas, e ela está à altura do desafio." Levine também observou, no entanto: "Há momentos em que Izzie se torna completamente irracional durante situações de crise, o que pode incomodar alguns". Fox News incluiu Izzie em sua lista de "Os melhores médicos para cirurgiões-gerais de TV". O personagem foi listado nas "10 Médicas Mais Quentes da TV da Wetpaint" e em "16 Médicas Mais Quentes da Televisão do BuzzFeed".

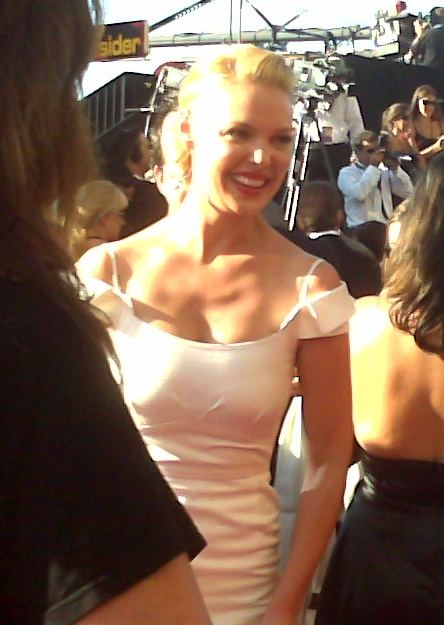
Heigl no 59º primetime Emmy Awards, onde ganhou o prêmio de melhor atriz coadjuvante em série dramática.

Durante a terceira temporada do programa, Robert Rorke, do New York Post, considerou Izzie o "coração e a alma" de Grey's Anatomy. Ele a considerou a heroína do programa e escreveu que: "Izzie é uma presença bem-vinda e calmante, apesar da devastação que experimentou quando falhou em salvar seu paciente e noivo Denny Duquette. [...] Além da formidável Dra. Bailey (Chandra Wilson), Izzie parece ser a única interna adulta do Seattle Grace; o personagem alcançou uma profundidade que falta em seus colegas internos". Eyder Peralta, do The Houston Chronicle, criticou a ética de Izzie em cortar o fio LVAD de Denny, escrevendo que ela "não deveria praticar medicina" e afirmando: "Essa é a razão pela qual eu não assisto Grey's Anatomy, porque a garota loira super gostosa  pode tomar uma decisão fatal e devastadora e ela não fica encrencada."
O romance da quarta temporada entre Izzie e George se mostrou impopular entre os telespectadores e resultou em uma reação dos fãs de Alex e Izzie. O retorno do falecido noivo de Izzie, Denny, e a retomada de seu romance durante a quinta temporada do programa também se mostraram impopulares entre os fãs, e foi considerada "a pior história do mundo" por Mary McNamara, do Los Angeles Times. McNamara também criticou o episódio "Now or Never", que viu Izzie seguir a neurocirurgia, opinando que Izzie deveria morrer. O episódio em que Izzie se casou com o amor de longo prazo Alex recebeu 15,3 milhões de telespectadores, a maior audiência de televisão da noite.
A história do câncer de Izzie recebeu uma resposta mista da comunidade médica. Otis Brawley, diretor médico da American Cancer Society, comentou que as opções de tratamento de Izzie eram irreais. Enquanto no programa ela foi oferecida a droga interleucina-2, na realidade a droga nunca é recomendada para pacientes quando o melanoma se espalhou para o cérebro, pois pode causar sangramentos e derrames. Brawley explicou que esses pacientes receberiam radioterapia. Por outro lado, Tim Turnham, diretor executivo da Melanoma Research Foundation, elogiou Grey's Anatomy por aumentar a conscientização pública sobre o melanoma, afirmando: "Congratulamo-nos com o foco nacional que Grey's Anatomy criou para o melanoma e seus esforços para incentivar os espectadores a aprender mais sobre a importância da prevenção, detecção precoce e pesquisa".